# Вас (скіпетр)

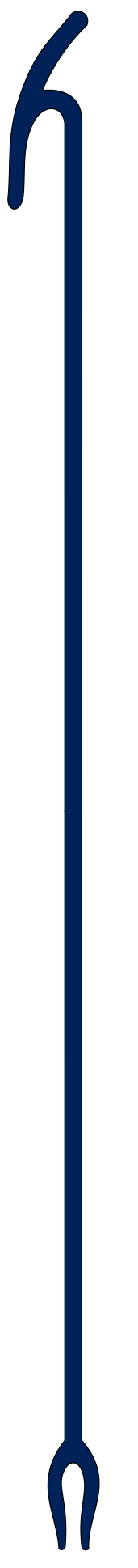
Вас -скріпетр

Вас («влада, домінування») — скіпетр, що є символом, який з'являється часто у мистецтві і ієрогліфах, пов'язаних з стародавньої єгипетської релігією. Він виглядає як стилізована голова тварини на вершині довгого прямого держака з виделкоподібним кінцем. Символ контролю над силою хаосу, яку представляв Сет. Вас (wꜣs) також єгипетський ієрогліф, що означає «влада».
Вас скіпетри використовувались як символи влади і асоціювалися з давньоєгипетськими божествами, такими як Сет або Анубіс, а також з фараоном. Були також скіпетри, що представляють тварини Сета.
У поховальному контексті скіпетр вас був відповідальний за благополуччя померлого, зустрічається в декорі гробниці чи труни. Скіпетр також вважався оберегом. Єгиптяни вважали небо підтримується на чотирьох стовпах, які могли мати форму васа. Цей скіпетр був також символом четвертого верхньоєгипетського нома Фіви (який називали в єгипетській Вас).
Вас зображували разом з богами, фараонами та священиками, часто паралельно з емблемами, такими як анх та джед. Залишки реальних скіпетрів вас виготовлені з фаянсу або дерева були знайдені у археологічних розкопках. У них видно голову і виделкоподібний хвіст тварин Сета. Найдавніші приклади датуються Першою династією.

## Галерея

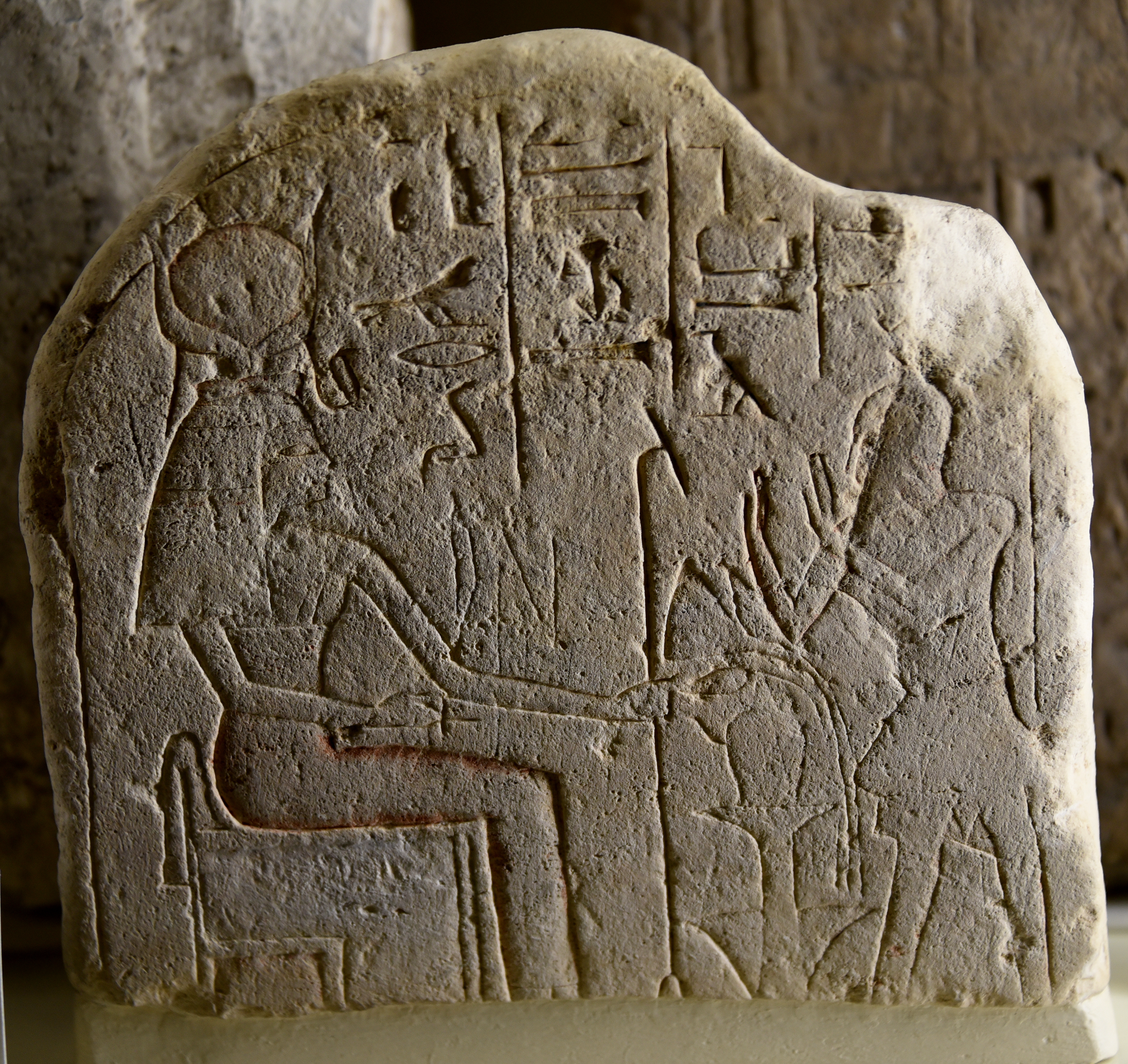
Стела, що зображає «Велику богиню Ісіду», яка сидить і тримає вас-скіпетр. Чоловік, керівник працівників некрополів, обожнює її. Середнє царство (Стародавній Єгипет), Музей єгипетської археології Пітрі, Лондон
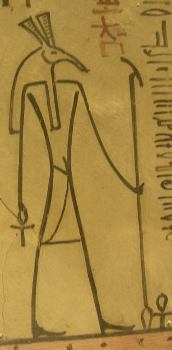
У гробниці Тутмоса III вас скіпетр бога Сета
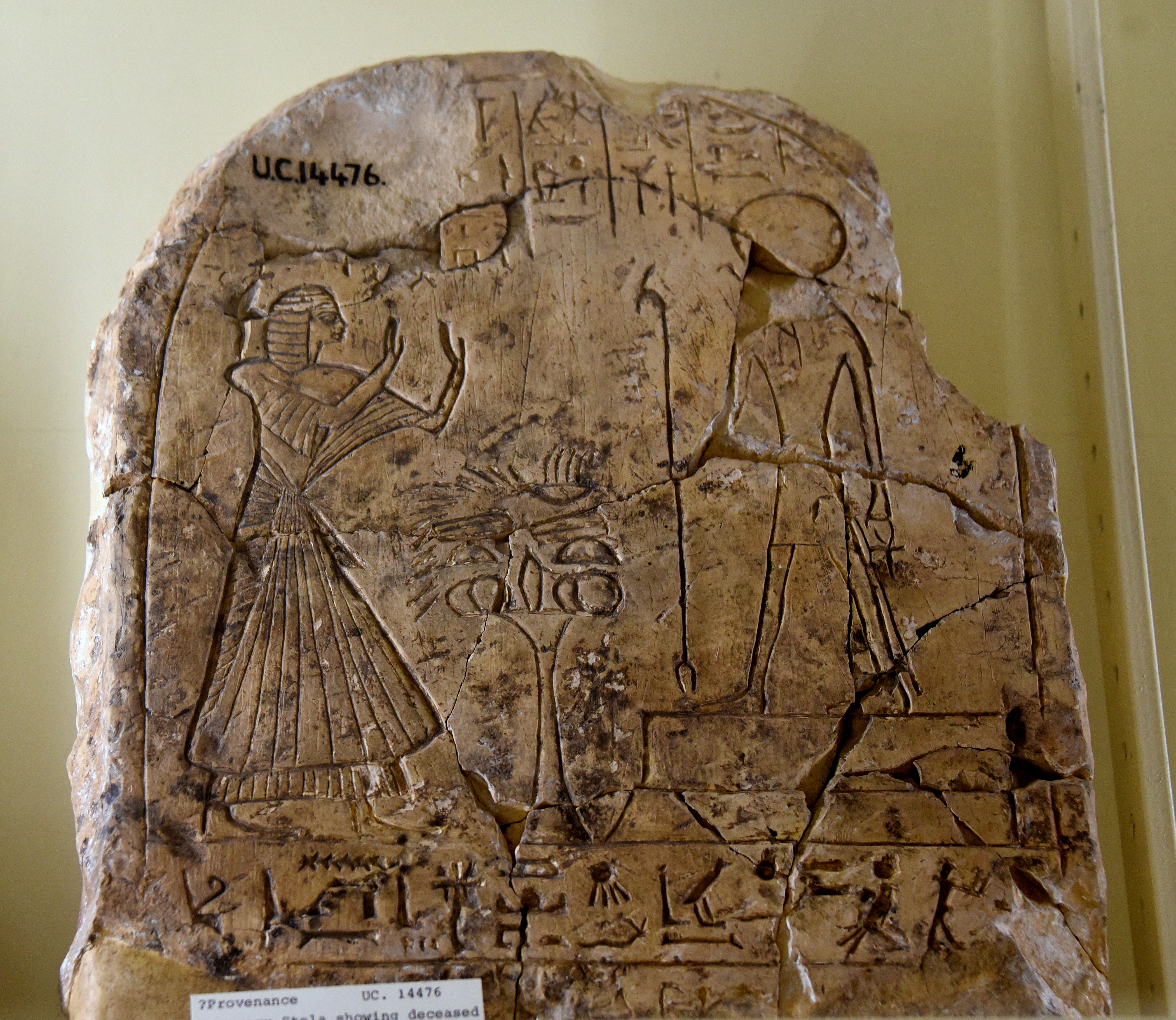
Верхня частина стели, що зображає людину, яка поклоняється Ра з вас-скіпетром. XIX династія. Музей єгипетської археології Пітрі, Лондон